# Vorticitat

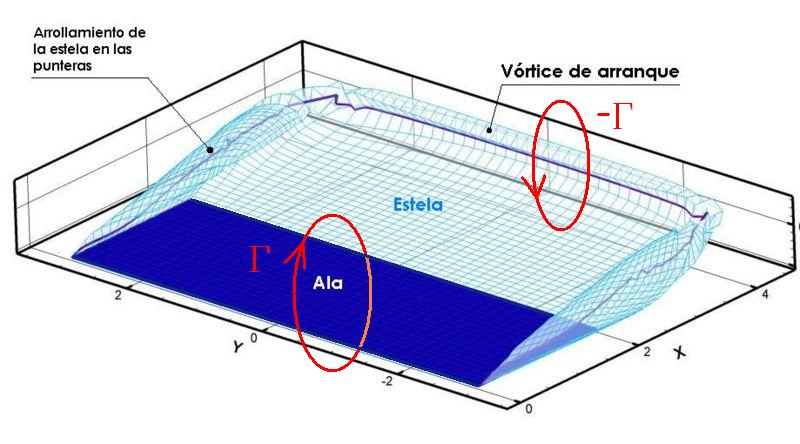
La figura mostra com es conserva la vorticitat si no hi ha viscositat: si inicialment era nul, qualsevol variació troba en algun lloc la seva variació oposada.

La vorticitat és una magnitud física emprada en mecànica de fluids i en el món meteorològic per a quantificar la rotació d'un fluid. Matemàticament la vorticitat és el camp vectorial definit pel rotacional del camp de moviment:

(1){\displaystyle {\boldsymbol {\omega }}={\boldsymbol {\nabla }}\times \mathbf {v} }

En mecànica dels medis continus, la vorticitat és un camp pseudovector que descriu el moviment de rotació local d'un continu a prop d'algun punt, tal com veuria un observador situat en aquest punt i viatjant juntament amb el flux. És una quantitat important en la teoria dinàmica dels fluids i proporciona un marc convenient per entendre una varietat de fenòmens de fluxos complexos, com ara la formació i el moviment dels anells de vòrtex.

## Origen i importància
La presència de vorticitat en un fluid sempre implica la rotació de les partícules fluides, acompanyada o no d'alguna deformació transversal. En un fluid real la seva existència està íntimament lligada a les tensions tangencials. L'equació que permet estudiar la cinètica d'aquest camp (anomenada equació de transport de vorticitat) s'obté prenent el rotacional a banda i banda de les Equacions de Navier-Stokes i expressant la derivada local en termes de la derivada substancial.

(2){\displaystyle {D{\boldsymbol {\omega }} \over Dt}={\boldsymbol {\omega }}\cdot {\boldsymbol {\nabla }}u+\nu \nabla ^{2}{\boldsymbol {\omega }}}

La vorticitat s'origina fonamentalment en els contorns sòlids, ja que els fluids no són capaços de lliscar sobre ells, i després es propaga a l'interior del fluid seguint la llei de variació descrita per l'Equació 2. El primer terme correspon a la variació de vorticitat per deformació de les línies vorticitat. Aquest fenomen ocorre tant en fluids viscosos com no viscosos, però és un fet notable que quan el fluid és no vesc (ideal) aquesta és l'única forma en què la vorticitat pot variar. Tal com ho va demostrar Kelvin en un dels seus teoremes, aquesta variació passa sempre de manera que el flux de vorticitat associat a una superfície oberta que es mou amb el fluid roman constant, la qual cosa també implica que la variació de la circulació Γ de la velocitat al llarg del contorn d'aquesta mateixa superfície sigui nul:

(3){\displaystyle {\frac {\mathrm {d} \Gamma }{\mathrm {d} t}}=0}

Per trobar una explicació simple a aquest mecanisme de variació de vorticitat imaginem que a l'interior d'un fluid no viscós s'hagi format d'alguna manera una regió vòrtex en forma de tub amb secció variable en la seva longitud. Com dins d'ell no hi ha difusió viscosa el flux de vorticitat associat a qualsevol superfície transversal és idèntic i constant, per tant en variar la secció ha d'haver una variació en la intensitat de la vorticitat.
El segon terme de l'Equació 2, que a diferència del primer només s'avalua en fluids viscosos, correspon a la variació de vorticitat per difusió viscosa i té analogia (similar equació diferencial) amb el fenomen de conducció de calor en sòlids. A causa d'aquest fenomen, partícules que no tenen vorticitat l'adquireixen de partícules veïnes que si la tenen, produint-se una difusió de vorticitat cap a l'interior del fluid.
Un exemple senzill que evidència aquest fenomen és el d'un recipient cilíndric ple de fluid que parteix del repòs i de sobte comença girar sobre el seu eix a una velocitat angular constant. Qualsevol persona pot intuir que el fluid que originalment estava immòbil començarà a girar juntament amb el recipient. Primer ho farà en el contorn, però al cap d'un determinat temps tot el fluid es trobarà rotant com si fos una massa sòlida dins del recipient. El que passa en el primer instant de l'experiment és justament una generació de vorticitat a causa de l'aparició d'un gradient de velocitat transversal. És a dir: de cop i volta les partícules del contorn es troben girant amb el recipient causa de la seva adherència, mentre que les seves veïnes encara romanen immòbils. El que passa a continuació és una progressiva difusió viscosa que perdura fins a aconseguir l'estat de règim, quan tot el fluid arriba a la mateixa velocitat angular i, per tant, la distribució de vorticitat és constant.
Si repetíssim exactament el mateix experiment però amb fluids menys viscosos notaríem un temps de transició més llarg, mentre que per a fluids més viscosos temps més curts, la qual cosa és un indicador que la viscositat està relacionada amb la velocitat de difusió de vorticitat. Aquest mateix mecanisme de generació de vorticitat és el responsable de la generació de les capes circumdants al voltant dels cossos sòlids. El procés de formació d'aquestes regions és similar, encara que en elles es pot trobar gradients de pressions que modifiquen el seu desenvolupament.
L'exemple anterior deixa com a primer concepte que la viscositat és la capacitat que tenen les partícules per encomanar la seva vorticitat i que depenent d'ella el fluid estarà en major o menor mesura dominat per la vorticitat. No obstant això el camp de moviment d'un fluid també està caracteritzat per altres factors: l'escala del sistema (la seva longitud característica), la seva velocitat característica, i la seva densitat. L'efecte d'escala és un indicador que la grandària d'un cos és un dels paràmetres determinants del camp de moviment. Si es compta amb dos models d'un mateix contorn sòlid però de diferent escala i es fa circular a través d'ells un mateix fluid a la mateixa velocitat la vorticitat no tindrà per què difondre igual en ambdós casos, de manera que la forma i/o intensitat de les regions vorticistes no seran necessàriament idèntiques. Si es vol tenir moviments similars s'haurà de fer circular pel cos més gran un fluid menys dens, o menor velocitat, o de major viscositat.
Un exemple senzill sobre l'efecte d'escala és la circulació de fluid tangent a un pla sòlid, on es conclou que el desenvolupament de la capa circumdant depèn de la longitud.
La densitat, per la seva banda, és un factor que intervé dinàmicament, perquè en variar la massa d'una partícula fluida varia la seva resposta davant les accions que s'exerceixen sobre ella.
Des d'aquest punt de vista més ampli és evident que el nivell de difusió de vorticitat està estretament lligat al nombre de Reynolds del fluid.
Amb una expressió matemàtica molt simple el nombre de Reynolds permet distingir i comparar el moviment dels fluids. Això es deu al fet que reuneix les característiques fonamentals del moviment: l'escala d'espai i temps, la massa i les accions internes. En termes generals es pot dir que quan aquest nombre disminueix els fenòmens associats a la viscositat guanyen preponderància i, per tant, es pot esperar regions vòrtex més extenses. En canvi, quan s'incrementa, els fenòmens viscosos es debiliten en relació als no viscosos i, per tant, és d'esperar regions vòrtex més compactes.

## Vorticitat en fluids no viscosos
En els fluids ideals (no viscosos i incompressibles) la vorticitat adquireix fonamental importància. Tot i que en ells l'absència de viscositat impedeix la difusió de vorticitat, és possible trobar regions singulars extremadament compactes on la vorticitat és infinitament intensa. Alguns exemples d'aquestes regions són els vòrtex i les làmines vorticistes. Aquestes regions singulars són emprades en nombrosos estudis d'aerodinàmica, com ara el dels Perfils Alares Zhukovsky, i el Mètode de Prandtl-Glauert.

## Vorticitat i camp de moviment
Per fluids estrictament incompressibles, ja siguin viscosos o no viscosos, hi ha una relació molt estreta entre la vorticitat i el camp de moviment definida per l'equació integral de Tompson-Wu. Aquesta relació té un gran valor, ja que permet avaluar el camp de moviment a partir del camp de vorticitat, que és nul en la major part del domini. L'equació de Tomson-Wu aplicada a segments de vòrtex en fluids no viscosos adquireix la forma de l'equació de Biot i Savart (Biot-Savart law).
Aquestes dues equacions són emprades en diversos mètodes aerodinàmics com per exemple el "mètode inestacionari de la xarxa de vòrtexs".

## Vorticitat en la meteorologia
En meteorologia es parla de vorticitat per indicar la rotació de l'aire atmosfèric. Es diu que la vorticitat és ciclònica (o positiva) quan té sentit antihorari, i anticiclònica (o negativa) quan té sentit horari (la qual cosa es verifica en l'hemisferi nord).
La vorticitat és un camp molt útil per al pronòstic del temps, ja que està associada a la producció de nuvolositat: els camps de vorticitat positiva són ennuvolats mentre que els de vorticitat negativa estan associats a cel clar. Això es deu al fet que la vorticitat positiva està associada amb zones de baixa pressió mentre que la negativa amb zones d'alta pressió. Per regla general, l'alta pressió produeix divergència de l'aire i cel clar, mentre que la baixa pressió produeix convergència i ascens d'aire el que es resumeix en nuvolositat.